# الیزاوتا باگریانا
الیساوتا باگریانا (بلغاری: Елисавета Багряна؛ ۱۶ آوریل ۱۸۹۳ – ۲۳ مارس ۱۹۹۱)، که با نام الیساوتا لیوبومیروا بلچوا (بلغاری: Елисавета Любомирова Белчева) نیز شناخته می‌شود، شاعر بلغاری بود که نخستین اشعار خود را در سال‌های ۱۹۰۷–۰۸ هنگامی که با خانواده‌اش در ولیکو ترنوو زندگی می‌کرد، نوشت. او همراه با دورا گابِ (۱۸۸۶–۱۹۸۳) به عنوان یکی از «اولین بانوان ادبیات زنان بلغار» شناخته می‌شود. او سه بار برای جایزه نوبل ادبیات نامزد شد.
باگریانا یکی از نخستین زنان شاعر مدرن در بلغارستان بود که به صراحت دربارهٔ استقلال زن، عشق، آزادی و مبارزه‌های درونی زنان نوشت، که در زمان خودش موضوعاتی جسورانه به‌شمار می‌رفتند.
او در دوران فعالیت خود با جنبش‌های ادبی و فرهنگی مهمی همکاری داشت و اشعارش به چندین زبان ترجمه شدند. مجموعه‌های شعر معروف او شامل «زنی در خلسه» و «درهٔ سکوت» هستند. آثار او تأثیر زیادی بر شعر معاصر بلغاری و جنبش فمینیستی آن کشور گذاشتند. باگریانا تا پایان عمر خود فعال ماند و به عنوان نماد زن روشنفکر و پیشگام در ادبیات شناخته می‌شود.

## زندگی

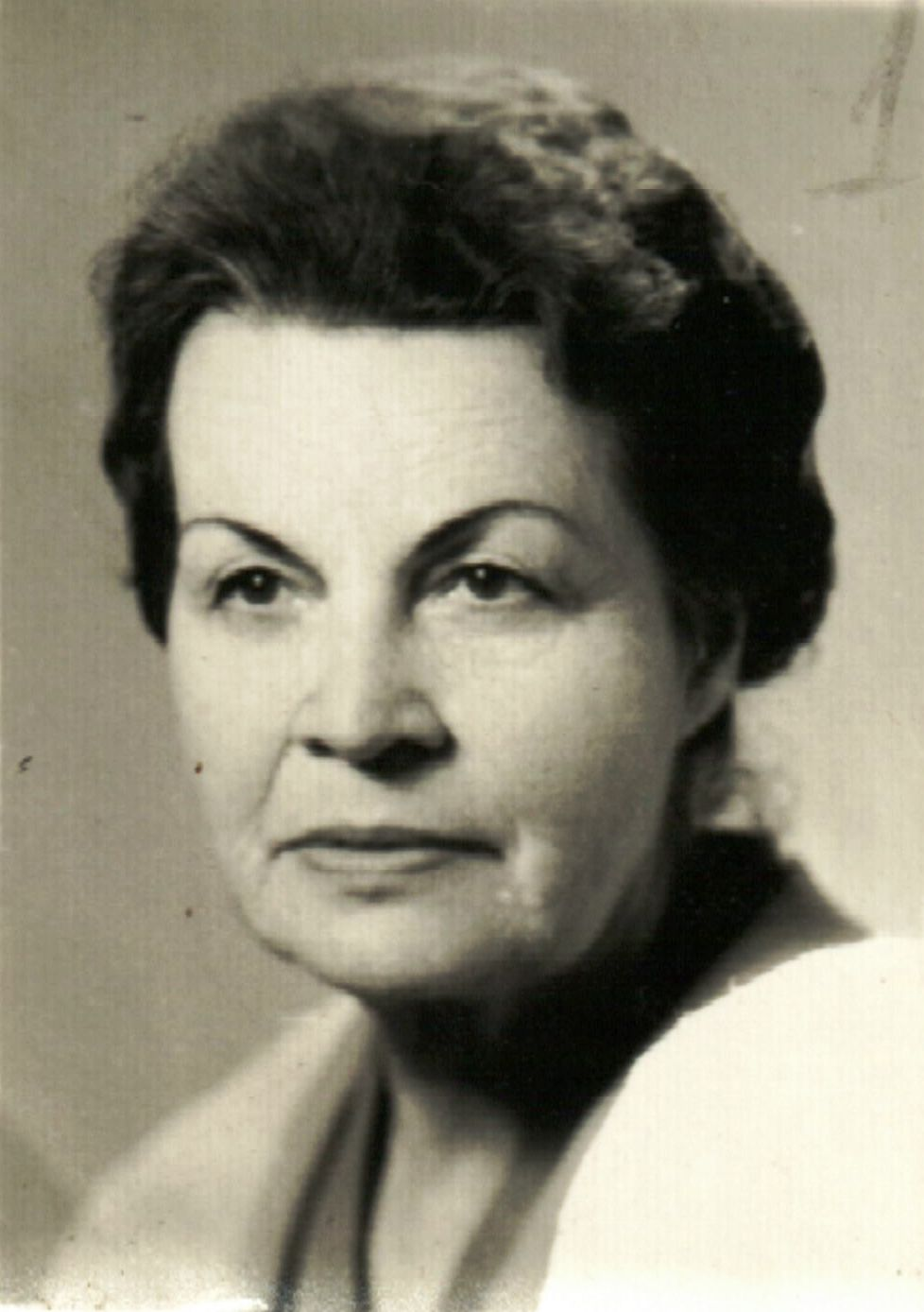
الیسواتا باگریانا. منبع: آرشیو دولتی بلغارستان

الیساوتا لیوبومیروا بلچوا در ۱۶ آوریل ۱۸۹۳ در صوفیه، بلغارستان، در خانواده‌ای کارمندی متولد شد. او تحصیلات ابتدایی و متوسطه خود را در پایتخت گذراند. او یک سال (۱۹۰۷–۰۸) را با خانواده‌اش در ولیکو ترنوو زندگی کرد و در این مدت نخستین اشعار خود را نوشت. بین سال‌های ۱۹۱۰ و ۱۹۱۱ او در روستای آفتانی تدریس کرد و زندگی روستایی را تجربه نمود، سپس در دانشگاه صوفیه به تحصیل زبان‌شناسی اسلاوی پرداخت. نخستین اشعار او — چرا (Защо) و آهنگ شب (Вечерна песен) — در سال ۱۹۱۵ در مجله اندیشه معاصر (Съвременна мисъл) منتشر شدند.
بعد از پایان جنگ جهانی اول بود که او به‌طور جدی وارد دنیای ادبیات شد، زمانی که شعر دچار تحولی بزرگ بود. تا سال ۱۹۲۱، او فعال در عرصه ادبیات بود و در مجله‌های مختلفی همچون روزنامه زنان (Вестник на жената) و مدرنیته (Съвременник) همکاری می‌کرد.
با انتشار نخستین کتابش، جاودان و مقدس (Вечната и святата, ۱۹۲۷)، تأیید همکارانش را دریافت کرد. او همچنین شروع به نوشتن داستان‌های کودکان کرد.
اشعار او ساده، حساس و جدی هستند، همچون شعر چاه (Кладенецът)، قطعه‌ای مشابه افسانه که چاهی را که او به‌عنوان یک دختر کوچک حفر کرده، با سرچشمه شعر در روح خود مرتبط می‌سازد. اشعار او اغلب به‌وضوح زنانانه‌اند — همچون شعر جاودان که در آن نویسنده به بدن مادری مرده می‌نگرد، یا دعای شبانه — و پر از روحیه‌ای شاداب و شورشی است، همچون روح جوان و سرکش در شعر عناصر.

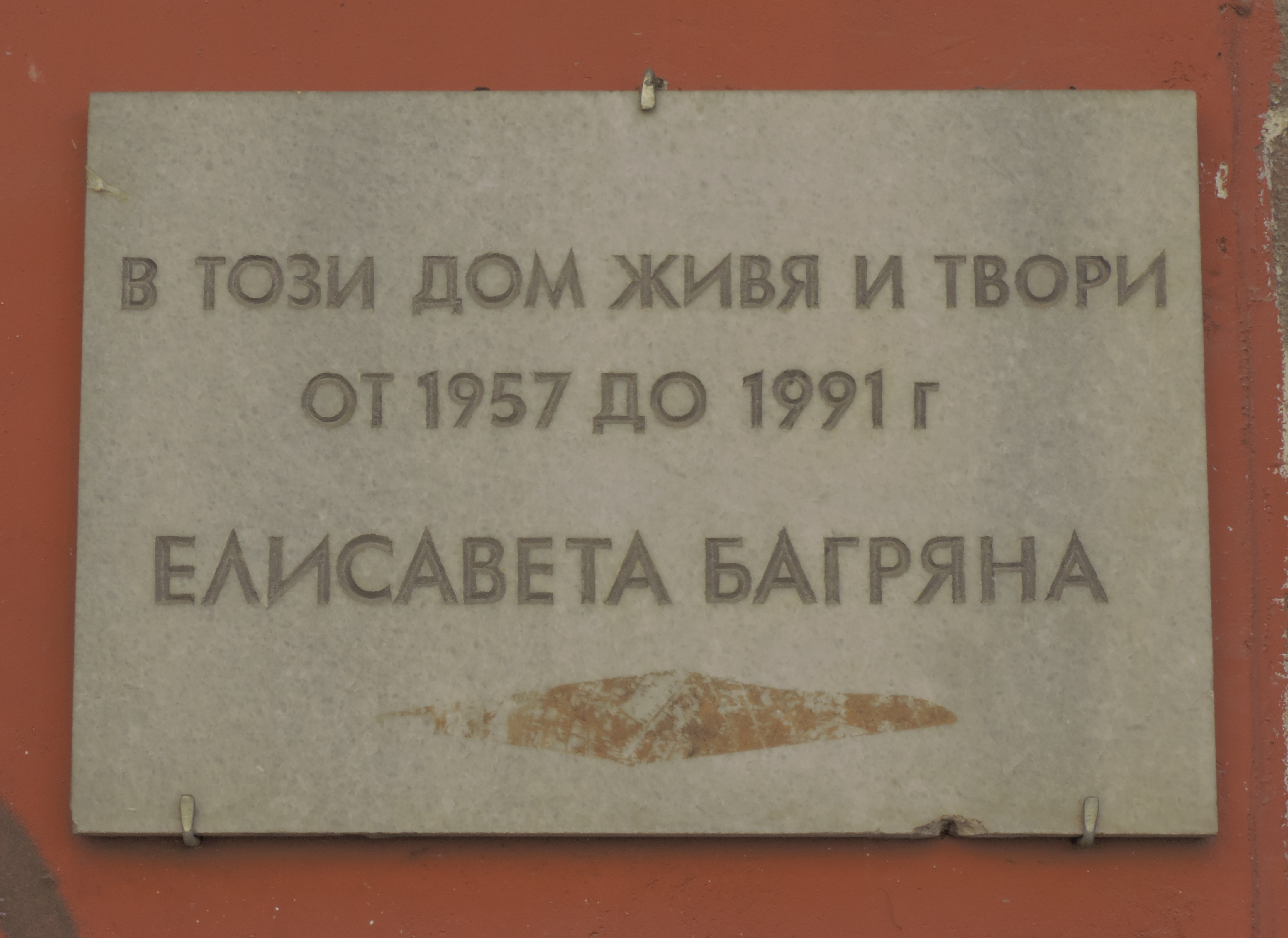
لوح یادبود بر روی خانه‌ای در صوفیه که باگریانا از ۱۹۵۷ تا ۱۹۹۱ در آن زندگی و کار می‌کرد

باگریانا زندگی خود را در احاطه واژه‌ها گذراند و در تعدادی از مجله‌ها سردبیری کرد و نوشت. آثار او به بیش از ۳۰ زبان ترجمه شده است. اشعار او اخیراً در کتابی با عنوان پنلوپه قرن ۲۱: اشعار منتخب الیسواتا باگریانا، که توسط برندا واکر ترجمه شده است، منتشر شده است. او در سال ۱۹۹۱ در سن ۹۷ سالگی درگذشت.
باگریانا دوست کمونیسم فعال پتار روسف، پدر سیاستمدار برزیلی دیلما روسف، که در ۳۱ اکتبر ۲۰۱۰ به عنوان رئیس‌جمهور برزیل انتخاب شد، بود.

## آثار به زبان انگلیسی
آثار الیسواتا باگریانا شامل اشعار و داستان‌های مختلفی است که به زبان‌های مختلف ترجمه شده‌اند. او نخستین اشعار خود را در سال ۱۹۱۵ منتشر کرد و با کتاب «جاودان و مقدس» (۱۹۲۷) به شهرت رسید. اشعار او ساده، حساس و عمیق هستند و اغلب به‌طور خاص جنبه‌های زنانگی و تجربیات فردی را بیان می‌کنند. علاوه بر اشعار، او داستان‌های کودکان نیز نوشته است. برخی از آثار برجسته او شامل مجموعه‌های «پنلوپه قرن ۲۱» و «صدای سیبِل‌ها» هستند که به زبان انگلیسی ترجمه شده‌اند. آثار او به بیش از ۳۰ زبان دنیا ترجمه شده و در دنیای ادبیات جایگاه ویژه‌ای دارند.
- Elisaveta Bagriana (1970).  Kevin Ireland; Piotr Dinekov; Piotr Velchev (eds.). Ten Poems, in the Original and in an English. Sofia Press. Retrieved 21 August 2013.
- پنلوپه قرن بیستم: اشعار منتخب الیسواتا باگریانا، مترجمان برندا واکر، بلین تونچف، والنتین بوریسوف، فورست، ۱۹۹۳. شابک ‎۹۷۸۱۸۵۶۱۰۰۲۶۷
- صدای سیبِل‌ها: سه شاعر بلغاری—الیسواتا باگریانا، نوونا استفانوا، اسنژینا اسلاووا، مترجم یوری ویدوف کاراگورژ، انتشارات موریس، ۱۹۹۶. شابک ‎۹۷۸۱۵۷۵۰۲۱۲۳۲

## جوایز و افتخارات
الیساوتا باگریانا در طول زندگی خود جوایز و افتخارات مختلفی را دریافت کرد. او در سال‌های ۱۹۴۳، ۱۹۴۴ و ۱۹۴۵ سه بار برای جایزه نوبل ادبیات نامزد شد. در سال ۱۹۶۹ نیز موفق به دریافت مدال طلا از انجمن ملی شاعران در رم شد. همچنین، نقطه باگریانا در جنوبگان به افتخار او نام‌گذاری شده است.
- در سال‌های ۱۹۴۳، ۱۹۴۴ و ۱۹۴۵ او برای جایزه نوبل در ادبیات نامزد شد.[۲]
- در سال ۱۹۶۹ او مدال طلا از انجمن ملی شاعران در رم دریافت کرد.
- نقطه باگریانا در جنوبگان به نام الیسواتا باگریانا نام‌گذاری شده است.